# Mycodrosophila adyala
Mycodrosophila adyala är en tvåvingeart som beskrevs av Burla 1954. Mycodrosophila adyala ingår i släktet Mycodrosophila och familjen daggflugor.
Artens utbredningsområde är Elfenbenskusten. Inga underarter finns listade i Catalogue of Life.